# Chrysocolaptes xanthocephalus
Chrysocolaptes xanthocephalus là một loài chim trong họ Picidae.